# MMM (esquema ponzi)
МММ foi um dos maiores esquemas Ponzi do mundo, de todos os tempos. Por estimativas diferentes, cerca de 5 a 40 milhões de pessoas perderam cerca de 10 bilhões de dólares. Os números exatos das perdas não são conhecidos nem mesmo pelos fundadores.
No início, foi uma empresa russa aberta na década de 1990 que atraia investidores, prometendo retornos anuais altíssimos. Em 2011, a MMM reabriu como "MMM Global" com subsidiárias em até 110 países; tornou-se amplamente popular em vários países africanos, como a África do Sul, Nigéria, Zimbábue, Quênia, Gana, assim como Brasil, com alguns atribuindo essa popularidade à pobreza e à má regulamentação governamental ou à aplicação da lei. Fechou em abril de 2018.

## História

### Russia
MMM foi criada em 1989 por Sergey Mavrodi, seu irmão Vyacheslav Mavrodi e uma mulher chamada Olga Melnikova. O nome da empresa foi retirado das primeiras letras dos sobrenomes dos três fundadores.
Inicialmente, a empresa importou computadores e equipamentos de escritório. Em janeiro de 1992, a polícia fiscal acusou a MMM de evasão fiscal, levando ao colapso da MMM e fazendo com que a empresa tivesse dificuldade em obter financiamento para continuar suas operações. Diante das dificuldades de conseguir empréstimo para continuar as operações, a empresa mudou para o setor financeiro.
A MMM criou seu bem sucedido esquema Ponzi em 1994. A empresa começou a atrair dinheiro de investidores, prometendo retornos anuais de até mil por cento (1.000%). Não se sabe se um esquema de Ponzi foi a intenção inicial de Mavrodi, na medida em que tais retornos extravagantes poderiam ter sido possíveis durante a hiperinflação russa em comércio como importação-exportação.
A empresa cresceu rapidamente. Em fevereiro de 1994, a empresa iniciou uma agressiva campanha publicitária na TV. Uma vez que as ações não estavam nenhuma bolsa de valores e a própria empresa determinava o preço da ação, se manteve um crescimento constante de milhares de por cento ao ano, levando o público a acreditar que suas ações eram um investimento seguro e lucrativo.
Em 22 de julho de 1994, a polícia fechou os escritórios da MMM por evasão fiscal. A empresa tentou continuar o esquema alguns dias depois, mas logo cessou as operações. Nesse ponto, a Invest-Consulting, uma das subsidiárias da empresa, devia mais de 50 bilhões de rublos em impostos (26 milhões de dolares) e a própria MMM devia entre 100 bilhões e 3 trilhões de rublos aos investidores. Pelo menos 50 investidores se suicidaram após perder todo o dinheiro.
Sergey Mavrodi foi preso em julho de 1994, porem em agosto de 1994, de dentro da prisão, o matemático russo registrou-se como candidato a deputado. Quando obteve o registro de candidato, em setembro, foi automaticamente solto.

### Quênia
Em outubro de 2016, a MMM inaugurou suas operações e uma subsidiária local no Quênia. O "MMM Kenya", como era conhecida, oferecia as recompensas semelhantes aos participantes como em outros países, incluindo uma taxa de juros mensal de 30% para contribuintes para o esquema.

Em dezembro de 2016, o Banco Central do Quênia (CBK), sem mencionar o MMM Kenya, emitiu um aviso de que "as moedas virtuais, como os bitcoins, não são legais no Quênia". Além disso, "nenhuma proteção existe no caso de a plataforma que trocar ou detém a moeda virtual falhar ou sair do negócio".
A entrada da MMM no Quênia aumentou os receios de uma repetição de uma calamidade financeira, que atingiram os quenianos em 2007, quando 148.784 investidores perderam 8 bilhões de Ksh para 270 pirâmides e esquemas ponzis fraudulentos. Um relatório parlamentar indicou que houve uma série de suicídios, doenças relacionadas ao estresse e rupturas familiares como resultado das perdas. Os diretores das empresas obtiveram parte do resultado financeiro em paraísos fiscais, como no Panamá.

Em abril de 2017, a CBK advertiu o público contra o investimento de dinheiro em pirâmides e instituições financeiras sem licença, observando que houve um grande retorno de novas criações de pirâmides. A CBK relata: "Essas entidades atraem os membros do público a colocar dinheiro com eles e prometem retornos rápidos e anormalmente elevados em seu dinheiro ou aquisição de propriedades inexistentes".

### China
Iniciado em 2015, entrou em colapso no início de 2016. Em janeiro de 2016, o governo chinês proibiu a MMM com base em que é um esquema de pirâmide e não está registrado no país (uma vez que um esquema fraudulento não pode ser registrado).

### Brasil
Em Dezembro de 2015, MMM chegou ao Brasil. MMM Brazil oferece promessas parecidas aos participantes de outros países, incluindo um ganho de 50% ao mês sobre o valor investido no esquema.
A MMM operava nos moldes de "ajuda mútua", alegando não haver uma sede ou empresa que gerencie isso. Entretanto, o ponto central de toda a rede era seu backoffice, onde as operações de saques eram realizadas.
O fato de oferecer lucros de até 50% mostra que esta rede era insustentável (método de operação "dinheiro-por-dinheiro", no qual os lucros não vêm da venda de nenhum produto ou serviço), induzindo aos membros na falsa ideia de "dinheiro fácil", onde os novos membros deverão pagar a conta deste percentual prometido aos membros que aderiram à rede anteriormente. Ao cessar a entrada de novos membros, a rede entra em colapso e deixa os últimos membros sem receber seu dinheiro investido, causando prejuízo financeiro aos últimos membros da rede.
Em 16 de dezembro de 2017, a MMM anunciou um "reinício" no sistema, congelando todo o valor "doado" existente, com a promessa futura que irão receber o dinheiro no futuro, quando o sistema se "desenvolver".
Em 6 de abril de 2018, a MMM anunciou o fechamento do sistema, de forma permanente e em todos os países, após a morte de Sergey Mavrodi.

## Filme
A repercussão do caso do suposto esquema de pirâmide financeira da MMM foi tão grande, que em 7 de abril de 2011, foi lançado o filme The PyraMMMid, pela Universal Studios, contando a trajetória de Sergey Mavrodi e de sua rede financeira, desde o auge até a sua queda. O trailer pode ser visto na mesma página.